# Centaurea corbariensis
Centaurea corbariensis là một loài thực vật có hoa trong họ Cúc. Loài này được Sennen mô tả khoa học đầu tiên năm 1901.